# Cristiano Salerno
Cristiano Salerno (Imperia, Liguria, 18 de febrero de 1985) es un ciclista italiano.
Fue profesional desde 2006, cuando debutó con el equipo Team Tenax. En 2011 fichó por el equipo italiano Liquigas-Cannondale, donde permaneció su desaparición. Luego, para la temporada 2015 se unió al equipo Bora-Argon 18.

## Palmarés
2010
- Tour de Japón, más 2 etapas

## Resultados en Grandes Vueltas
| Carrera | Carrera         | 2006 | 2007 | 2008 | 2009 | 2010 | 2011 | 2012  | 2013 | 2014 | 2015 |
| ------- | --------------- | ---- | ---- | ---- | ---- | ---- | ---- | ----- | ---- | ---- | ---- |
|         | Giro de Italia  | —    | —    | —    | —    | —    | 57.º | 105.º | 86.º | —    | —    |
|         | Tour de Francia | —    | —    | —    | —    | —    | —    | —     | —    | —    | —    |
|         | Vuelta a España | —    | —    | —    | —    | —    | —    | 49.º  | —    | —    | —    |

—: no participa
Ab.: abandono

## Equipos
- Team Tenax (2006-2007)
  - Team Tenax Salmilano (2006)
  - Tenax-Menikini (2007)
- LPR Brakes (2008-2009)
  - Team LPR Brakes (2008)
  - LPR Brakes-Farnese Vini (2009)
- De Rosa-Stac Plastic (2010)
- Liquigas/Cannondale (2011-2014)
  - Liquigas-Cannondale (2011-2012)
  - Cannondale Pro Cycling (2013)
  - Cannondale (2014)
- Bora-Argon 18 (2015)